# Izvoarele (okręg Konstanca)
Izvoarele – wieś w Rumunii, w okręgu Konstanca, w gminie Lipnița. W 2011 roku liczyła 118 mieszkańców.